# Itera

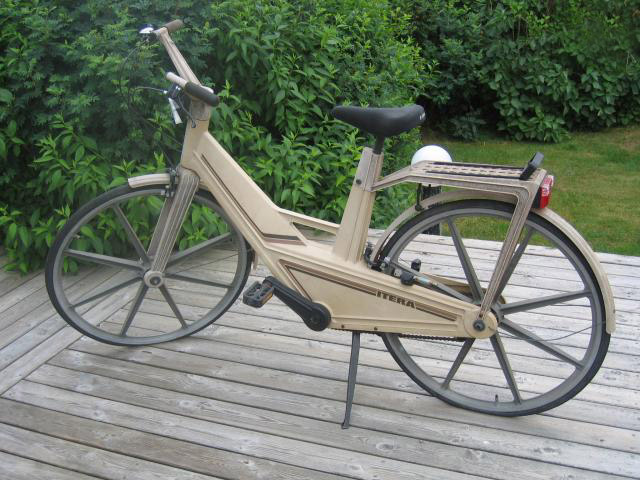
Itera-cykeln i plast.

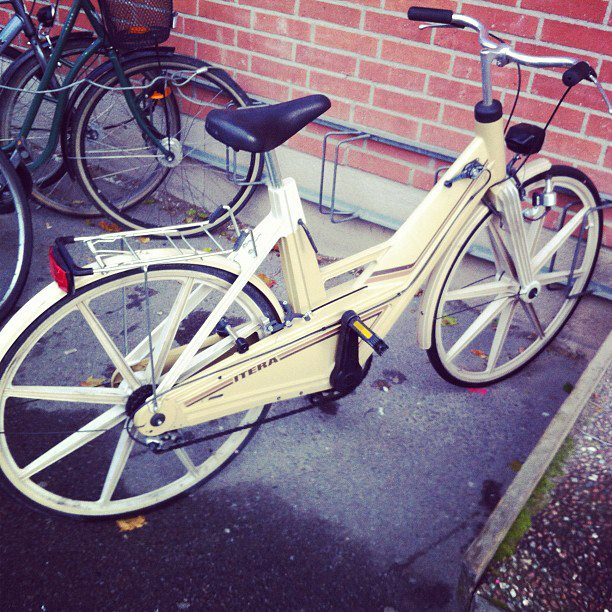
Itera-cykel, här med styre av stål.

Itera var en plastcykel som utvecklades 1980 och började serietillverkas 1982. Cykeln tillverkades av Heva AB och Vilhelmina Plast AB, som också formsprutade och monterade, medan bolaget Itera AB svarade för idé och produktutveckling. 

## Utformning
Det fanns flera olika varianter och den vanligaste modellen var treväxlad. Ram, gaffel, hjul och vevparti tillverkades i kompositplast – en kombination av termoplast och glasfiber. Växel, pedaler och bromsar kom från utländska tillverkare, medan de flesta övriga komponenter levererades av svenska företag.

## Historik

### Produktionshistorik
Trots en omfattande marknadsföringskampanj blev cykeln en flopp eftersom den hade vek ram, var tung (cirka 18 kg) och betingade ett högt pris. Företaget hade ursprungligen tänkt sig att sälja den för cirka 300 kr (att jämföras med en vanlig cykel som 1980 kostade cirka 1 200 kr) men istället lanserades den som en trendprodukt och kostade 1 600 kronor. Det påstods också i ett reportage i Aktuellt att trafikljusen inte slog om för den nya plastcykeln eftersom den inte var i metall.
En förbättrad version med stålstyre togs fram, men det hjälpte inte. 15 000–20 000 cyklar hann tillverkas i Vilhelmina innan nedläggningen. Det gjorde heller ingen nytta att USA:s dåvarande president Jimmy Carter provcyklade Itera vid ett Sverigebesök i början av 1980-talet.

### Användning vid Femdagars
Arrangören av den stora orienteringstävlingen Femdagars i mitten av 1980-talet köpte 1 000 Itera-cyklar som man hyrde ut. Efter tävlingen såldes de billigt till utövarna. Alla såldes.